# Бульвар Ярослава Гашека
Бульва́р Яросла́ва Га́шека — бульвар у Дніпровському районі міста Києва, житловий масив Соцмісто. Пролягає від Каунаської вулиці до провулку Лобачевського.
Прилучається Харківське шосе.

## Історія
Бульвар виник у 50-ті роки ХХ століття, мав назву Високовольтний провулок, з 1957 року — Високовольтний бульвар. Сучасна назва на честь чеського письменника-сатирика Я. Гашека — з 1963 року.

## Особливості
Фактично являє собою просіку високовольтної лінії електропередач.

## Навчальні заклади
- Дошкільний навчальний заклад № 192 (буд. № 5).